# Adam Semple
Adam James Semple (* 18. November 1989 in Perth) ist ein ehemaliger australischer Bahn- und Straßenradrennfahrer.
Adam Semple wurde 2007 bei der australischen Bahnradmeisterschaft Vizemeister in der Mannschaftsverfolgung der Juniorenklasse. Bei der Junioren-Rundfahrt Casut-Cimolais 3 Giorni in Friuli konnte er die Gesamtwertung für sich entscheiden. Seit 2008 fährt er für das australische Continental Team Southaustralia.com-AIS. In seinem ersten Jahr dort gewann er die dritte Etappe bei der Mersey Valley Tour. In der Saison 2009 konnte Semple eine Etappe bei der Tour of Thailand für sich entscheiden. 2010 wechselte Semple zum Team Brisot Cardin Bibanese und gewann eine Etappe beim Giro della Regione Friuli Venezia Giulia. Ab 2011 fuhr er für das Team Drapac Cycling. Dort gewann er zwei Etappen der Tour de Taiwan. Nach der Saison 2012 beendete Semple seine Karriere.

## Erfolge
2009
- eine Etappe Tour of Thailand

2010
- eine Etappe Giro della Regione Friuli Venezia Giulia

2011
- zwei Etappen Tour de Taiwan

## Teams
- 2008 Southaustralia.com-AIS
- 2009 Team Jayco-AIS
- 2011–2012 Drapac